# 赵苑公园
赵苑公园位于河北省邯郸市的西北部，联防路与丛台路之间，国家AAAA级景区，是以仿战国古赵文化而修建的山水绿地建筑群公园，同时也是是河北、山东、山西、河南四省交界处规模最大的、古代文化与现代游乐融于一体的多功能、综合性公园。

## 历史
2300年以前，赵国国君赵武灵王实行胡服骑射军事改革的时候，他本人就在赵苑公园一带率领赵国领将士苦练骑马射箭之术。现在仍然能找到当时的夯土、瓦片以及箭头等文物遗迹。2003年，邯郸建设局对园内、典故苑区、北门景区、镜池照眉和百花弄涧四个景区还有周围水系进行了大规模建设。2004年5月1日，开始对外简易开放，同年9月28日，开始免费门票。

## 规模
赵苑公园占地面积77万余平方米，其中绿地面积约65万平方米，赵苑内共分布着：「北门景区」、「芦蒲经纶」、「典故苑区」、「骑射嘶风」、「茅沼消夏」、「镜池照眉」、「妆台梳云」、「林樾宿芳」、「九宫听香」、「百花弄涧」等十个景区。苑内还保留了插箭岭、南北梳妆楼、铸箭炉、皇姑庵、汉墓、照眉池等历史遗址。

### 梳妆楼、照眉池遗址
梳妆楼、照眉池遗址位于插箭岭东侧。相传它是赵武灵王在骑射之余观看官如舞寻乐的场所。宫女们在献歌起舞的前后，常在水边楼台梳妆眉故有梳妆楼照眉池之称。梳妆楼现存基部相连而顶面平坦两大夯土台，在南的称南楼，在北的称北楼，南楼又分南北两部部南部为不规则的长方形，基东西长140米，南北宽100余米残高10余米，顶平，东西长62米，南北宽32米；北部基东西长130米，南北宽80米，顶平，东西长88米，南北宽38米，高度比南部低1米，在西侧发现面宽1.5米，东西长7米，南北长2米，由河卵石铺面，长方砖砌边的遗迹或云“散水”。北楼，基东西长150米，南北宽80余米。台面平，东西长34米，南北宽14米南北楼遗址表层，多红烧土和汉代瓦、瓦当等残片，也有战国瓦片等遗物。1940年8月，日本人曾在此进行发掘，出土有“千秋万岁”瓦当蕨手纹瓦当，大型础石及“楼”字瓦片。台的边旁与邯郸古城（大北城）西墙基址相连。南楼东侧现存一片洼地，相传是赵王宫女梳妆照眉的清水湖，故称“照眉池”。唐代大诗人李白曾有“清虚一鉴湛天光曾照邯郸宫女妆”的咏句，可见在隋唐时代此处仍有一池清水。
梳妆楼、照眉池一带地形起伏，有山有水，据有关专家考证推测，可能是战、汉时期赵王的离宫、苑囿，共占地72公顷，规宏大，遗址保留完好。

### 皇姑庵
皇姑庵也称皇姑庙、台地，位于梳妆楼北30余米，地面基部东西82米，南北54米。台分上下两层。下层东、北两面距今地表高1.5-3米，西、南两面略高于周围地平面。台面平坦，呈回廊状,宽13-22米。台的垫土厚1—3米，土色黄间杂膨胀土或小石块，虽未见夯层，但比较坚实。在1米左右的深处，多红烧土块、土坯曾发现三棱铜镞、铜矛、小型铸炉残址、陶盆等。上一层居台的中部，比第一层高出1.5-2米，顶面平坦，东西长60米，南北宽34米，台面往下0.5米是耕土层，耕土下有一层薄沙土，再往下为夯士，夯层不太明显。台的上下及周围耕地中散布红烧土块、筒瓦、板瓦残片等遗物。根据台的形状及遗迹遗物，该台应是比较高大的建筑物基址，在台中部主体建筑的周围为冶铸作坊场地。

### 铸箭炉
铸箭炉位于灵山南梳妆楼北。相传是赵都铸箭的场所，故称“铸炉”。现存土台底边南北长74米，东西宽60米，高约9米。四周略呈梯田状。台表层及周围常发现烧土块、瓦片、铜镞、细把豆等遗物。1965年，邯郸师范附小教师秦舒曾在铸箭炉内侧发现炼炉（炉膛及算）、炼渣，并收集铜镞、“半两”钱范等遗物。在铸箭炉南侧千余米处，修路动土时，发现汉代“半两”钱范数十块及成堆炼渣、钳锅残片等。根据遗物分析，铸箭炉、台地及其以南的带状地带应是战国两汉时期规模较大的冶铸基地。

## 布局
公园的正门就位于联纺路上，也是公园的北大门，该门坐南面北，整个大门建筑是古赵风格的群雀式建筑，耸立的两门柱之间，镶嵌着被誉为“古赵名宝”的和氏璧。从北门进园，首先是一片宽阔的草地，继续向里面走，遍布着许多人造小山，小山周边是一个水塘，搪内饲养了多种鱼类。公园南门附近是一个小型人造池塘，据传该地是赵国宫女们在表演节目前梳妆打扮的地方，叫「梳妆楼」也称「照眉池」，池子中央有三尊宫女石像。园内的西北部是一个巨大的人工湖，湖内种植了许多荷花，湖泊周边也分散着几条河流。在公园东南部是成语典故苑和九宫，成语典故苑是邯郸本地成语典故文化的突出展示地。展示出自邯郸的成语200余条，其中，就有胡服骑射、毛遂自荐等成语，目前，九宫已经关闭，不对外开放。在公园西北部是插箭岭、汉墓等历史遗迹的地方。

## 问题

### 限制进入
目前赵苑公园还没有像滏阳公园那样拆除围墙栏杆，全面开放的地步。有南门和北门、西门共三个大门，限制随意进园。

### 限期整改
2017年1月4日，河北省旅游委公布了《关于2016年全省4A级以上旅游景区专项整治行动的通报》，赵苑公园被警告，限期3个月内整改。

## 破坏
由于由于公园面积太大，工作人员不足，2004年10月期间，赵苑公园遭到人为破坏，多出景观被涂满了黑沥青。